# ムシュフィカー・ラヒム
ムシュフィカー・ラヒム（Mushfiqur Rahim、ベンガル語：মুশফিকুর রহিম、1987年6月9日 - ）は、バングラデシュ・ボグラ出身のクリケット選手。バングラデシュ代表。
バングラデシュを代表するウィケットキーパーの一人である。2019年のESPNの調査によると、世界で最も有名なアスリートで92位にランクインした。